# Aulus Cremutius Cordus
Pour les articles homonymes, voir Cordus.
Aulus Cremutius Cordus est un sénateur romain et un écrivain qui vivait au Ier siècle sous Auguste et Tibère. Il eut une fille, prénommée Marcia, qui fut l'épouse d'un Metilius.

## Biographie
Il a écrit l'Histoire des guerres civiles de Rome. Le préfet du prétoire Séjan l'accusa devant le sénat du crime de lèse-majesté pour avoir loué dans cet ouvrage Brutus et Cassius, les assassins de Jules César, et avoir appelé Cassius le « dernier des Romains ». Il devance le jugement en se donnant la mort en 25. Ses écrits, tant à Rome, par les édiles, que dans les provinces, par les gouverneurs, furent recherchés et brûlés.
Dans sa défense, il avait fait valoir, comme le rapporte Tacite, que César et Auguste ne s'étaient pas offusqués des critiques portées par des poètes comme Catulle et Bibaculus.
Aux dires de Tacite et de Dion Cassius, certains exemplaires de son Histoire furent cependant cachés et sauvés, et le texte put être recopié et diffusé à nouveau plus tard, sous le règne de Caligula, qui fit rechercher et republier les écrits de Cremutius Cordus, en même temps que ceux de deux autres historiens eux aussi condamnés et censurés : Titus Labienus et Cassius Severus. Les écrits de Cordus sont encore connus de Suétone, au début du IIe siècle de notre ère, qui les utilise comme source pour sa Vie d'Auguste.
Sénèque composa un texte dédié à sa fille, Marcia, sur le décès de son fils : la Consolation à Marcia, dont la dernière partie, la Prosopopée à Cremutius Cordus, met en scène la rencontre du grand-père et du petit-fils, qui l'initie à son vaste savoir.